# Martie 1985
Acest articol este generat integral pe baza informațiilor din articolul 1985 și este actualizat periodic de un robot.
 Editările făcute în articol vor fi șterse la următoarea actualizare! Dacă doriți să faceți modificări, editați articolul-sursă.

ianuarie -
februarie -
martie -
aprilie -
mai -
iunie -
iulie -
august -
septembrie -
octombrie -
noiembrie -
decembrie
Martie 1985 a fost a treia lună a anului și a început într-o zi de vineri.

## Evenimente
- 11 martie: Mihail Gorbaciov devine Secretar General al Partidului Comunist Sovietic și de facto lider al Uniunii Sovietice.
- 16 martie: Jurnalistul american, Terry Anderson, a fost răpit de teroriști la Beirut, Liban și a fost eliberat pe 4 decembrie 1991, după 2.454 de zile petrecute în captivitate.

## Nașteri
- 1 martie: Tha'er Bawab (Tha'er Fayed Al Bawab), fotbalist spaniol
- 1 martie: Mugurel Dedu, fotbalist român
- 1 martie: Andreas Ottl, fotbalist german
- 3 martie: Mariel Zagunis, scrimeră americană
- 6 martie: Remus-Gabriel Mihalcea, politician român
- 7 martie: Vadim Crăvcescu, fotbalist român
- 7 martie: Csaba Gal, rugbist român
- 9 martie: Pastor Rafael Maldonado Motta, pilot venezuelean de Formula 1
- 10 martie: Lassana Diarra, fotbalist francez
- 11 martie: Ines Khouildi, handbalistă tunisiană
- 11 martie: Hakuhō Shō, sportiv mongol (sumo)
- 13 martie: Alla Șeiko, handbalistă ucraineană
- 14 martie: Kellan Lutz, actor american de film
- 15 martie: Corina Indrei, scrimeră română
- 15 martie: Mihai Popescu, handbalist român
- 17 martie: Iulia Biriukova, scrimeră rusă
- 17 martie: Marian Cristescu, fotbalist român
- 17 martie: Paul Ipate, actor român
- 19 martie: Christine Guldbrandsen, cântăreață norvegiană
- 19 martie: Gabriella Juhász, handbalistă maghiară
- 20 martie: Wilfried Benjamin Balima, fotbalist din Burkina Faso
- 20 martie: Ovidiu Vezan, fotbalist român
- 20 martie: Polina Zherebtsova, scriitoare rusă
- 21 martie: Sonequa Martin-Green, actriță americană
- 23 martie: Marina Dmitrović, handbalistă sârbă
- 23 martie: Ilie Iordache, fotbalist român
- 23 martie: Bethanie Mattek-Sands, jucătoare americană de tenis
- 24 martie: Nicolae Mitea, fotbalist român
- 25 martie: George Hora, compozitor român
- 26 martie: Anatolie Boeștean, fotbalist din R. Moldova
- 26 martie: Ovidiu Herea, fotbalist român
- 26 martie: Keira Christina Knightley, actriță britanică
- 27 martie: Pavol Farkaš, fotbalist slovac
- 27 martie: Danny Vukovic, fotbalist australian
- 28 martie: Steve Mandanda, fotbalist francez
- 28 martie: Stanislas Wawrinka, jucător elvețian de tenis

## Decese

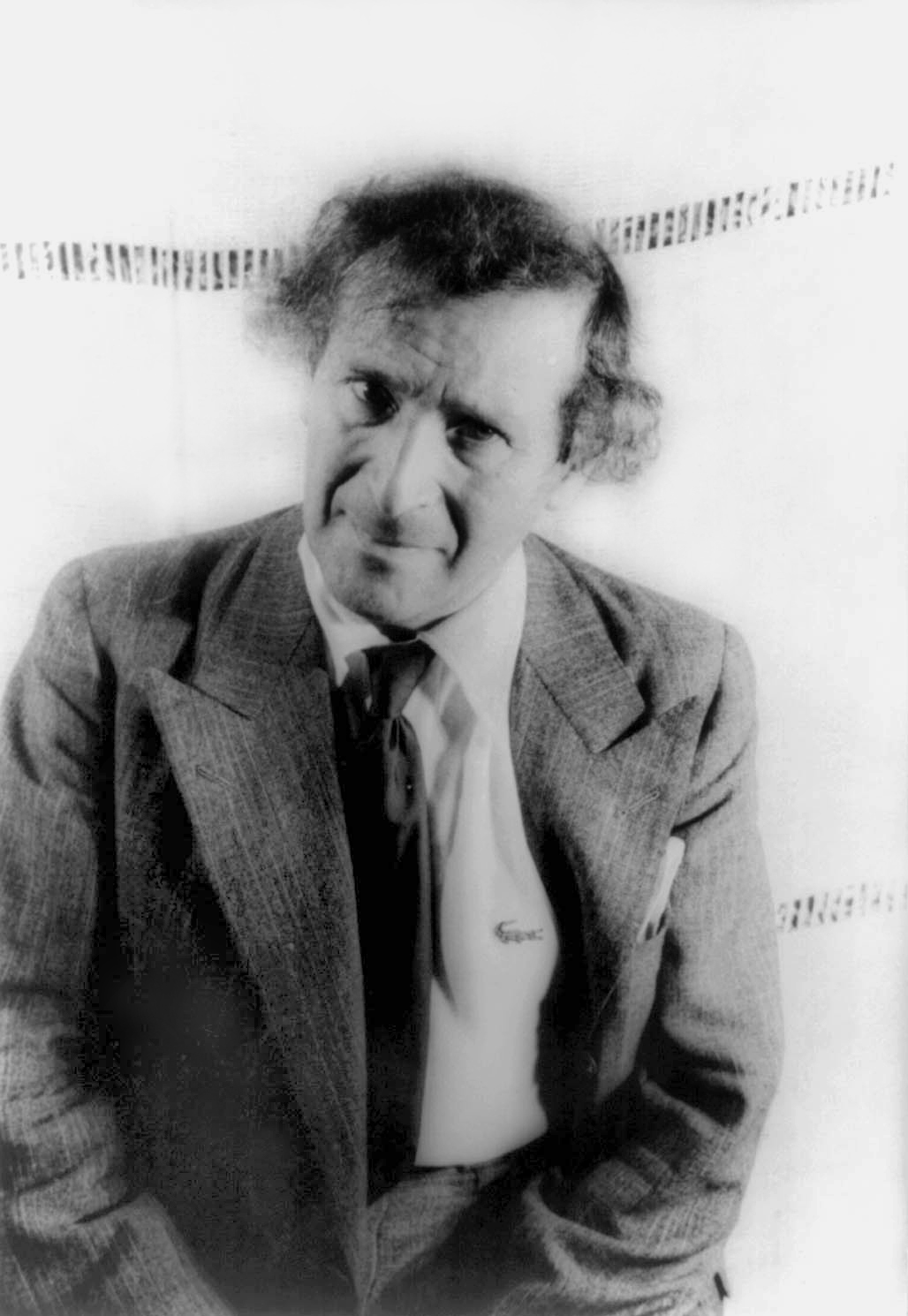
Marc Chagall, pictor francez născut în Belarus
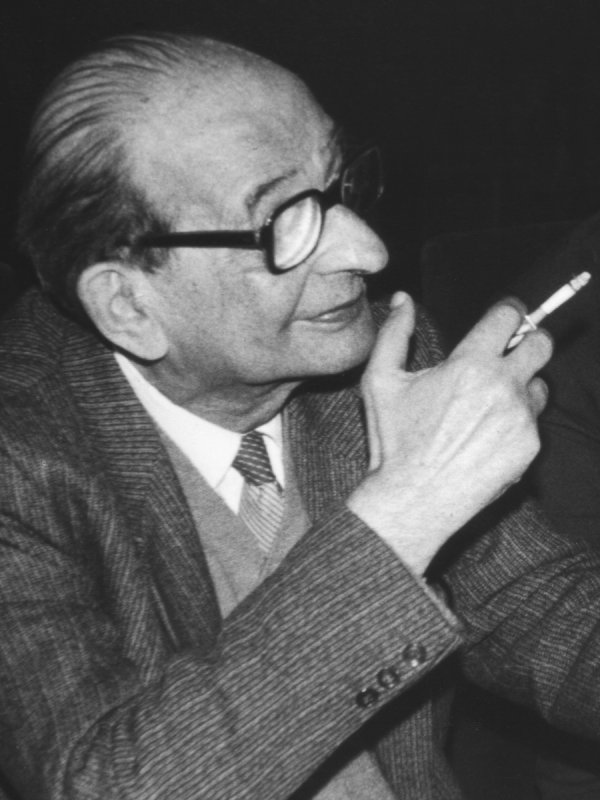
Șerban Țițeica, fizician și profesor universitar român
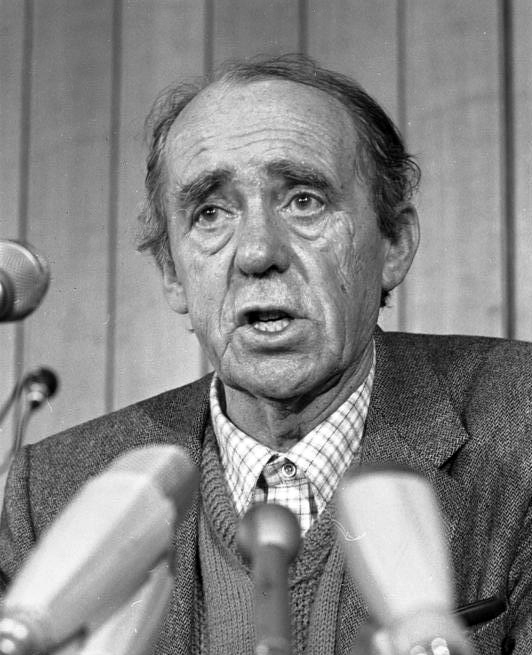
Heinrich Böll, scriitor, dramaturg, romancier și poet german, laureat al Premiului Nobel
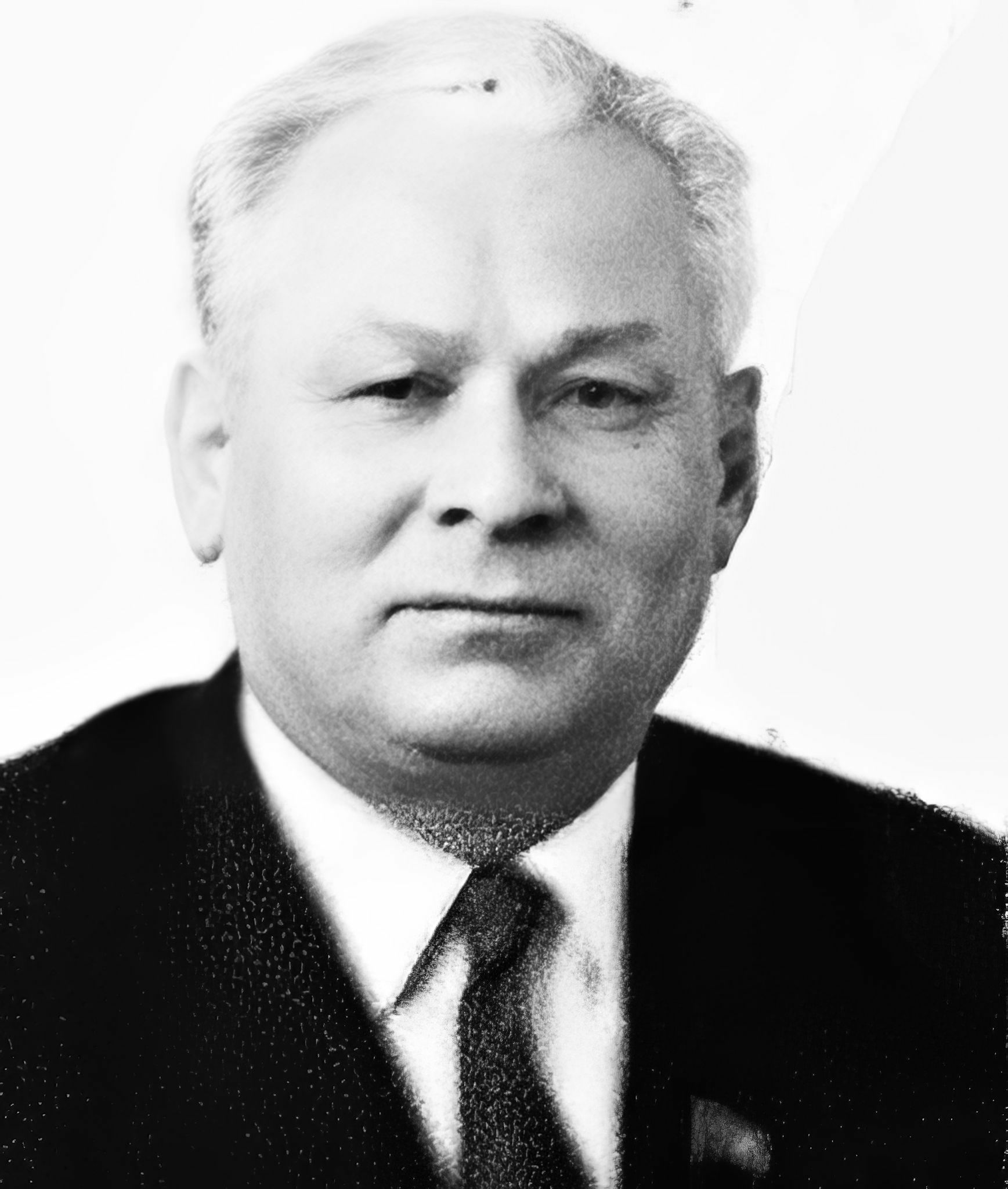
Constantin Cernenko , securitatea generală a PCUS

- 2 martie: Haralambie Mihăescu, 78 ani, filolog român (n. 1907)
- 8 martie: Edward Andrews, 70 ani, actor american (n. 1914)
- 8 martie: Kim Yong-Sik, 74 ani, fotbalist japonez (n. 1910)
- 10 martie: Konstantin Cernenko, 73 ani, secretar general rus al PCUS (1984-1985), (n. 1911)
- 21 martie: Michael Scudamore Redgrave, 77 ani, actor britanic (n. 1908)
- 27 martie: Pompiliu Marcea, 56 ani, critic literar român (n. 1928)
- 28 martie: Marc Chagall (n. Мовшa Хацкелевич Шагалов), 98 ani, pictor francez născut în Belarus (n. 1887)